# Helictotrichon imberbe
Helictotrichon imberbe är en gräsart som först beskrevs av Christian Gottfried Daniel Nees von Esenbeck, och fick sitt nu gällande namn av Jan Frederik Veldkamp. Helictotrichon imberbe ingår i släktet Helictotrichon och familjen gräs. Inga underarter finns listade i Catalogue of Life.